# Angeles Crest 100 Mile Endurance Run
L'Angeles Crest 100 Mile Endurance Run, ou AC 100, est un ultra-trail de 100 milles organisé chaque année en Californie, aux États-Unis. Il se dispute fin juillet ou début août sur un parcoursdont le départ se trouve à Wrightwood, dans le comté de San Bernardino, et l'arrivée à Altadena, dans le comté de Los Angeles. La première édition a eu lieu en 1986.

## Palmarès
| Édition | Date | Hommes | Hommes                           | Hommes           | Femmes | Femmes                          | Femmes           |
| ------- | ---- | ------ | -------------------------------- | ---------------- | ------ | ------------------------------- | ---------------- |
|         |      | Rang   | Athlète                          | Temps            | Rang   | Athlète                         | Temps            |
| 1re     | 1986 | 1er    | Richard Provost                  | 21 h 52 min 00 s | 24e    | Sheila Hasham                   | 29 h 15 min 00 s |
| 2e      | 1987 | 1er    | Jim Gensichen                    | 19 h 37 min 13 s | 20e    | Diane Eastman                   | 28 h 31 min 04 s |
| 3e      | 1988 | 1er    | Jim Gensichen — 2e victoire      | 20 h 21 min 49 s | 14e    | Kathy Britcliffe                | 26 h 30 min 55 s |
| 4e      | 1989 | 1er    | Jim O'Brien                      | 17 h 35 min 48 s | 10e    | Kathy Britcliffe — 2e victoire  | 22 h 36 min 57 s |
| 5e      | 1990 | 1er    | Jussi Hamalainen                 | 19 h 31 min 24 s | 15e    | Susan Gimbel                    | 23 h 37 min 05 s |
| 6e      | 1991 | 1er    | Jussi Hamalainen — 2e victoire   | 20 h 12 min 56 s | 10e    | Vicki DeVita                    | 23 h 46 min 56 s |
| 7e      | 1992 | 1er    | Fred Shufflebarger               | 19 h 22 min 16 s | 27e    | Joanie Mork Kathy Welch         | 27 h 44 min 40 s |
| 8e      | 1993 | 1er    | Fred Shufflebarger — 2e victoire | 19 h 41 min 44 s | 10e    | Evelyn Marshall                 | 25 h 15 min 09 s |
| 9e      | 1994 | 1er    | Ben Hian                         | 18 h 39 min 48 s | 26e    | Elaina McMahon                  | 27 h 15 min 48 s |
| 10e     | 1995 | 1er    | Ben Hian — 2e victoire           | 19 h 11 min 11 s | 7e     | Evelyn Marshall — 2e victoire   | 22 h 01 min 16 s |
| 11e     | 1996 | 1er    | Ben Hian — 3e victoire           | 18 h 50 min 24 s | 19e    | Jennifer Henderson              | 24 h 28 min 27 s |
| 12e     | 1997 | 1er    | Cirildo Gonzalez                 | 19 h 37 min 03 s | 15e    | Sherry Kae Johns                | 23 h 18 min 00 s |
| 13e     | 1998 | 1er    | Ben Hian — 4e victoire           | 19 h 05 min 35 s | 16e    | Jennifer Johnston               | 23 h 28 min 43 s |
| 14e     | 1999 | 1er    | Tom Nielsen                      | 19 h 07 min 50 s | 9e     | Suzanne Brana                   | 23 h 08 min 47 s |
| 15e     | 2000 | 1er    | Tom Nielsen — 2e victoire        | 19 h 09 min 04 s | 23e    | Jennifer Johnston — 2e victoire | 25 h 11 min 24 s |
| 16e     | 2001 | 1er    | Jorge Pacheco                    | 19 h 05 min 06 s | 12e    | Jennifer Johnston — 3e victoire | 25 h 23 min 36 s |
| 17e     | 2003 | 1er    | Jorge Pacheco — 2e victoire      | 18 h 52 min 24 s | 12e    | Diana Finkel                    | 24 h 39 min 06 s |
| 18e     | 2004 | 1er    | Jorge Pacheco — 3e victoire      | 19 h 10 min 28 s | 11e    | Jennifer Johnston — 4e victoire | 24 h 32 min 24 s |
| 19e     | 2005 | 1er    | Guillermo Medina                 | 19 h 33 min 02 s | 9e     | Julie Fingar                    | 24 h 53 min 04 s |
| 20e     | 2006 | 1er    | Hal Koerner                      | 18 h 37 min 05 s | 11e    | Ashley Idema                    | 23 h 29 min 01 s |
| 21e     | 2007 | 1er    | Kevin Dean                       | 19 h 34 min 41 s | 8e     | Suzanna Bon                     | 22 h 00 min 15 s |
| 22e     | 2008 | 1er    | Hal Koerner — 2e victoire        | 18 h 29 min 26 s | 7e     | Prudence L'Heureux              | 22 h 13 min 10 s |
| 23e     | 2010 | 1er    | Jorge Pacheco — 4e victoire      | 19 h 20 min 50 s | 11e    | Keira Henninger                 | 24 h 15 min 17 s |
| 24e     | 2011 | 1er    | Dominic Grossman                 | 20 h 21 min 33 s | 7e     | Paulette Zillmer                | 23 h 47 min 21 s |
| 25e     | 2012 | 1er    | Chris Price                      | 19 h 46 min 06 s | 9e     | Keira Henninger — 2e victoire   | 23 h 17 min 19 s |
| 26e     | 2013 | 1er    | Dominic Grossman — 2e victoire   | 19 h 06 min 03 s | 4e     | Angela Shartel                  | 21 h 21 min 13 s |
| 27e     | 2014 | 1er    | Ruperto Romero                   | 19 h 28 min 01 s | 6e     | Pam Smith                       | 21 h 04 min 18 s |
| 28e     | 2015 | 1er    | Erik Schulte                     | 19 h 46 min 20 s | 4e     | Ashley Nordell                  | 22 h 35 min 38 s |
| 29e     | 2016 | 1er    | Guillaume Calmettes              | 19 h 14 min 24 s | 40e    | Jenny Welch                     | 26 h 51 min 42 s |
| 30e     | 2017 | 1er    | Jerry Garcia                     | 20 h 04 min 12 s | 11e    | Rachel Ragona                   | 24 h 32 min 45 s |